# Радок, Альфред
Альфред Радок (чеш. Alfréd Radok; 17 декабря 1914, Колодее над Лужници, Богемия, Австро-Венгрия (ныне г. Тин-над-Влтавоу, района Ческе-Будеёвице Южночешского края, Чехия) — 22 апреля 1976, Вена, Австрия) — чехословацкий режиссёр театра, кино и телевидения, драматург, сценарист,театральный деятель. Заслуженный артист (художник) ЧССР (1964), Народный артист (художник) Чехословакии (1968).
Основатель пражского театра «Волшебный фонарь» (Laterna magika).

## Биография
Родился в еврейской семье. 
В 1934 году поступил в Карлов университет, одновременно участвовал в студенческих театральных коллективах. Окончил Академию бизнеса (1936).
В 1938 г. работал в театре «Д-34», затем режиссёром в городском театре в Пльзени.
Во время Второй мировой войны в 1943 году был арестован и отправлен в концлагерь. После освобождения страны от фашистской оккупации в 1945 г. — режиссёр Театра им. 5 мая, в 1954—1958 годах — режиссёр Национального театра в Праге, в 1958 г. был одним из создателей театра «Волшебный фонарь» (Laterna magika), затем стал его руководителем.
В 1962 году работал режиссёром Городских театров в Праге.
Используя синтетическую природу театрального искусства, А. Радок обращал особое внимание на изобразительную и музыкальную стороны спектакля, тщательно работал с актёрами.
С 1947 года также работал в кино. Его дебютной режиссёрской работой стал фильм «Daleká cesta», ставший первым и в течение нескольких лет единственным чешским кинофильмом, посвященным преследованиям евреев со стороны нацистов во время Второй мировой войны. Однако фильм был изъят из обращения государственной цензурой.
После того, как другие фильмы Радока также подверглись запрету, он работал только для театра. Его авангардный театр «Волшебный фонарь» (Laterna magika), созданный в 1958 году имел международный успех.
Вместе с братом Эмилем и Йозефом Свободой,  Радок разработал систему полиэкрана для первой программы театра «Латерна магика».
В 1968 году после Пражской весны Радок с семьёй эмигрировал в Швецию. Умер в Вене, куда приехал чтобы поставить в Бургтеатре несколько пьес Вацлава Гавела.

## Избранные постановки
- в Театре им. 5 мая
  - «Сказки Гофмана» Оффенбаха;
- в Национальном театре в Праге
  - «Лисички»,
  - «Осенний сад» Хелман,
  - «Разбойник» Чапека,
  - «Золотая карета» Леонова,
  - «Чёртов круг» Циннер,
  - «Комедиант» Осборна и др.

## Фильмография
- 1947 Parohy (режиссёр)
- 1948 Daleká cesta (сценарист, режиссёр)
- 1948 Чудо-шляпа (сценарист, режиссёр)
- 1956 V pasti (ТВ-фильм, сценарист, режиссёр)
- 1956 Дедушка-автомобиль (режиссёр)
- 1960 Laterna magika II. (сценарист, режиссёр)
- 1964 Parohy (сценарист)
- 1964 Šach mat (ТВ-фильм,, сценарист, режиссёр

А. Радок — автор пьес
- «Podivné příhody pana Pimpipána» («Необыкновенные приключения пана Пимпипана»),
- «Balada stínů»,
- «Vesnice žen».
- «Stalo se v dešti» и др.

## Награды
- Заслуженный артист ЧССР (1964).
- Народный артист (художник) Чехословакии (1968).
- Орден Томаша Гаррига Масарика III степени (1991)
- Серебряная раковина лучшему режиссёру (1957) за фильм «Дедушка-автомобиль»

## Память
- Престижная ежегодная чешская театральная премия носит его имя — премия Альфреда Радока.